# Marsupopaea sturmi
Marsupopaea sturmi är en spindelart som beskrevs av Cooke 1972. Marsupopaea sturmi ingår i släktet Marsupopaea och familjen dansspindlar.
Artens utbredningsområde är Colombia. Inga underarter finns listade i Catalogue of Life.